# Carabias
Carabias (fins al 2016 anomenat Pradales) és un municipi de la província de Segòvia, a la comunitat autònoma de Castella i Lleó.
El municipi és el resultat de la unió de tres municipis, i té com a poblacions a Carabias, Ciruelos i Pradales. Cada un dels pobles estava integrat en una Comunitat de Vila i Terra diferent:
- Comunidad de Villa y Tierra de Maderuelo (Carabias)
- Comunidad de Villa y Tierra de Sepúlveda (Ciruelos).
- Comunidad de Villa y Tierra de Montejo (Pradales)

## Demografia
| 1991 | 1996 | 2001 | 2004 |
| ---- | ---- | ---- | ---- |
| 72   | 82   | 73   | 64   |